# اللبنانيون في الأرجنتين
شخص لبناني أرجنتيني هو مواطن أرجنتيني من أصول لبنانية. ويوجد في الأرجنتين 1.5 مليون أرجنتيني من أصول لبنانية الأغلبية العظمى منهم مسيحيين والأقلية مسلمة. وحصل العديد من التزاوج بين الأعراق عبر العصور وفي أكثر الحالات، علاقة شخص أرجنتيني لبناني بجذوره اللبنانية تأتي من أحد الوالدين. وهذا جعل التكلم باللغة العربية يضمحل أمام اللغة الإسبانية. ويعتبر لبنانيي الأرجنتين اغنياء ومتعلمون ومؤثرين سياسيًا في البلاد.

## التاريخ
هاجر اللبنانيون إلى الأرجنتين منذ منتصف القرن التاسع عشر. وصل عدد الذين وصلوا إلى الموانيء الأرجنتينية من ما يعرف الآن بلبنان ويتحدثون العربية، ما بين 1891 و1920 وحوالي 367,300 فرد. وضعوا حينها بخانة «الأتراك» على أساس أن الأتراك العثمانيين كانوا حكام البلاد. من أهم أسباب هجرة هؤلاء الأشخاص كا هربا من السطوة العثمانية، التغيير الديوغرافي في لبنان، والحرب الإيطالية-التركية.

## توزعهم الجغرافي
استوطن المهاجرون اللبنانيين في مناطق بونس أيريس، كوردوبا، سالتا، خوخوي، لا ريوخا، سان خوان، سانتياغو ديل استيرو ومندوسا.

## بيبليوغرافيا
- دريد زهر الدين: الهجرة اللبنانية إلى الأرجنتين 1868-1975، دار سائر المشرق، 2020